# Regulamin Sejmu Rzeczypospolitej Polskiej
Regulamin Sejmu RP (Uchwała Sejmu Rzeczypospolitej Polskiej z dnia 30 lipca 1992 r. – Regulamin Sejmu Rzeczypospolitej Polskiej) – podjęta w dniu 20 lipca 1992 r. przez Sejm I kadencji uchwała regulująca organizację wewnętrzną Sejmu, jego porządek prac, tryb powoływania i działalności organów sejmowych oraz sposób wykonywania obowiązków określonych w Konstytucji i ustawach. Zasadniczą rolę regulaminu Sejmu określa art. 112 Konstytucji.

## Struktura
Regulamin Sejmu ujęty został w następującą strukturę:
- Dział I. Przepisy Ogólne
- Dział II. Postępowanie w Sejmie
- Dział III. Posiedzenia Sejmu
- Dział IIIA. Posiedzenia Sejmu, komisji i podkomisji z wykorzystaniem środków komunikacji elektronicznej umożliwiających porozumiewanie się na odległość[1]
- Dział IV. Kancelaria Sejmu
- Dział IVa. Dostęp do informacji publicznej
- Dział V. Przepisy szczególne i końcowe.

Do Regulaminu dołączony jest załącznik regulujący przedmiotowy zakres działań komisji sejmowych.